# Google Gravity

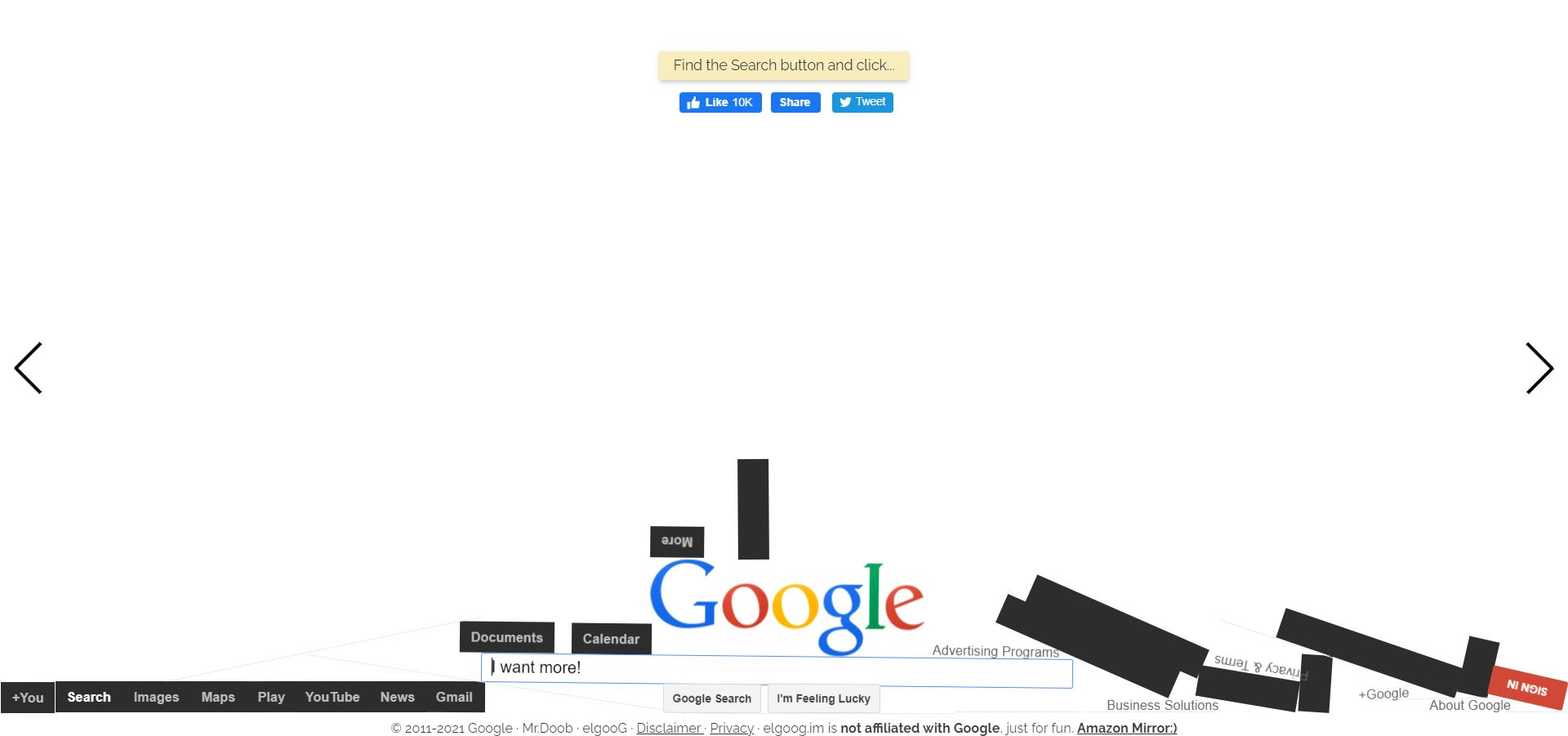
elgooG版のGoogle Gravity

Google Gravityは、Google検索のパーツすべてに重力を適用したサイトである。ジョークサイトの一種と数えられることもある。

## 概要
Google Gravityは、Google検索のロゴや入力欄などのパーツに重力を加え、落下するようになっているサイトである。
パーツをクリックでつかむこともでき、ドラッグで動かすことができる。離すと落下する。
また、ほかのパーツにぶつけることもできる。
Google Gravityの画面では、検索することができない。

## 2つのGoogle Gravity
Google Gravityは、elgooGのサイトと、Mr.doobのサイトに存在する。elgooG版とMr.doob版の比較を、以下に示す。
| 機能                | elgooG版                    | Mr.doob版    |
| ------------------- | --------------------------- | ------------ |
| ロゴの画像          | シンプル                    | 立体的       |
| GMailなどへのリンク | ボタンが機能していない      | ジャンプする |
| I'm Feeling Lucky   | Google Underwaterへジャンプ | できない     |

また、elgooG版は、エンターキーを押すと、Google Underwater、Atari Breakout、Zerg Rushの検索結果（すべてelgooGのサイト）が落ちてくる。これにも重力は適用される。ただし、追加できるのは1回限りである。

## ギャラリー
Google Gravityの画像のリスト
- Mr.doob版のGoogle Gravity
- elgooG版のGoogle Gravity
- elgooG版の検索結果を追加した際の画面